# Derek Fowlds
Derek Fowlds (2. září 1937 Londýn, Spojené království – 17. ledna 2020 Bath) byl britský herec, známý pro své úspěšné ztvárnění role osobního tajemníka Bernarda Woolleyho v britském sitcomu osmdesátých let televize BBC Jistě, pane ministře a na něj bezprostředně navazujícím Jistě, pane premiére.

## Biografie
Derek Fowlds se narodil 2. září roku 1937 v londýnské čtvrti Wandsworth rybáři Jamesi Witneymu Fowldsovi a učitelce Kethě Murielové. V mládí navštěvoval Ashlyns School v Herfordshire. Po několika amatérských představeních byl přijat na londýnskou Royal Academy of Dramatic Arts. Debutoval na prknech divadel ve West End ve hře The Miracle Worker. V šedesátých letech se objevil v řadě filmů, televizním divákům však utkvěl v paměti jako pan Derek, který uváděl dětskou The Basil Brush Show.
Pravděpodobně nejznámější se však stala jeho role osobního tajemníka Bernarda Woolleyho v sériích Jistě, pane ministře a Jistě, pane premiére, kde si zahrál vedle Paula Eddingtona a Nigela Hawthorna. V letech 1983–1985 ztvárnil ústřední roli v sitcomu Affairs of the Heart.
Další jeho výraznou rolí byl seržant Oscar Blaketon v kriminálním seriálu Heartbeat.
Byl dvakrát rozvedený. Měl dva syny, kteří se podobně jako otec věnují filmu – Jeremy je příležitostný herec a Jamie kameraman. Derek Fowlds zemřel 17. ledna 2020 ve věku 82 let v nemocnici na následky komplikací spojených se zápalem plic.

## Filmografie (výběr)

### Televize
| 1969–1973 | The Busil Brush Show – pan Derek                       |
| 1980–1984 | Jistě, pane ministře – Bernard Woolley                 |
| 1982      | Minder – Meadhurst                                     |
| 1983–1985 | Affairs of the Heart – Peter Bonamy                    |
| 1986–1988 | Jistě, pane premiére – Bernard Woolley                 |
| 1988      | The Settling of the Sun – Kurt Friedman/Michael Robson |
| 1990      | Die Kinder – Crombie                                   |
| 1992–2010 | Heartbeat – Oscar Blaketon                             |